# Havaika flavipes
Havaika flavipes är en spindelart som först beskrevs av Lucien Berland 1933.  Havaika flavipes ingår i släktet Havaika och familjen hoppspindlar. Inga underarter finns listade i Catalogue of Life.